# Salacia kivuensis
Salacia kivuensis är en benvedsväxtart som beskrevs av Rudolf Wilczek. Salacia kivuensis ingår i släktet Salacia och familjen Celastraceae. Inga underarter finns listade.